# HRejterzy
HRejterzy – polskojęzyczny rozrywkowy kanał na YouTube, założony w 2017 roku przez firmę programistyczną CodeTwo. Początkowo kanał skupiał się na ekranizacji (w formie krótkich filmowych skeczy) popularnych internetowych memów dotyczących informatyków, programistów i tematyki HR (nazwa kanału to połączenie słów HR i hejterzy), z czasem jednak zaczęły dominować autorskie scenariusze skeczy, skupione wokół szeroko pojętej tematyki IT.
Prowadzącym kanał jest CEO CodeTwo, Szymon Szczęśniak.
W odcinkach gościnnie wystąpił m.in. twórca kabaretowy Robert Górski, czy popularyzator astronomii i dziennikarz popularnonaukowy Karol Wójcicki.
W lipcu 2020 roku liczba subskrybentów kanału w serwisie YouTube przekroczyła 100 tysięcy, w październiku 2021 r. – 200 tysięcy, a filmy wyświetlono ponad 100 mln razy. Najpopularniejszy odcinek na YouTube, parodiujący efekty rosyjskiej szczepionki przeciw COVID-19, wyświetlono ponad 3 mln razy (styczeń 2025). Ten sam klip został również wyświetlony w rosyjskiej telewizji państwowej.
Filmy są publikowane również na kanale na portalu Facebook, obserwowanym przez ponad 500 tysięcy użytkowników (styczeń 2025). oraz na platformie LinkedIn, gdzie kanał HRejterzy jest obserwowany przez ponad 160 tysięcy użytkowników (kwiecień 2025). Najpopularniejszy film na portalu Facebook osiągnął ponad 17 mln wyświetleń (grudzień 2023).

## Na poważnie
Większość filmów na kanale HRejterzy ma charakter humorystyczny. Jednak wraz ze wzrostem liczby obserwujących, twórcy zaczęli tworzyć również poważne treści i szerzyć wiedzę na tematy takie jak:
- Szukanie pracy w branży IT[13][14]
- Zwiększanie produktywności w pracy[15]
- Bezpieczeństwo w Internecie[16][17][18][19][20][21][22]
- Zwalczanie mitów o krwiodawstwie[23][24]
- Zwalczanie mitów o oddawaniu szpiku[25]
- Walka ze śmieceniem[26][27][28][29]
- Weryfikacja fake newsów[30][31]
- Smartfonizacja i wpływ mediów ekranowych na zdrowie psychiczne młodych ludzi[32][33]
- Pedofilia w Internecie[34]
- Głód wśród polskich dzieci, w ramach akcji #DobroPączkuje[35]

## Podcasty
W 2024 roku kanał HRejterzy zaczął tworzyć podcasty, w których prowadzący, Szymon Szczęśniak, prowadzi rozmowy na tematy bezpieczeństwa cyfrowego, czy wpływu mediów ekranowych na człowieka.
Gośćmi podcastów byli m.in. ekspert ds. bezpieczeństwa komputerowego Piotr Konieczny czy prezes Urzędu Ochrony Danych Osobowych Mirosław Wróblewski.

## Nagrody
Kanał HRejterzy w 2025 roku wygrał nagrodę YouTube Works w kategorii „The Underdog”, za kampanię „HRejterzy, czyli CodeTwo po godzinach”. Kanał był również nominowany w kategorii „Force for Good” za film „Pokolenie smutku i fonoholizmu, czyli jak smartfony niszczą życie dorosłych i dzieci”.
W 2024 roku twórcy dostali nominację do nagrody YouTube Works za kampanię „Mały Gigant Świata IT” oraz zostali nagrodzeni Srebrną Tarczą w ramach festiwalu filmowego „17 Celów”.
W 2020 roku kanał HRejterzy otrzymał Srebrny Przycisk za przekroczenie 100 tysięcy subskrybentów.

## W mediach
- Fragment odcinka „Najlepsza lekcja angielskiego w TV” został wyświetlony w odcinku programu Szkło Kontaktowe[52].
- Wywiad z prowadzącym kanał HRejterzy Szymonem Szczęśniakiem został opublikowany w magazynie CRN[53].
- Dzięki niecodziennemu podejściu do tematu kampanii HR dla branży IT, Kanał HRejterzy zdobył zainteresowanie portali i blogów zajmujących się tematyką HR, social media i marketingu, w tym: magazynu Rekruter[54][55], portalu Spidersweb[56], portalu PulsHR[57] i innych[58][59][60][61][62][63].
- Odcinek o rosyjskiej szczepionce przeciwko COVID-19[64] zdobył popularność nie tylko w Polsce[65]:
  - Wspomniał o nim Neil deGrasse Tyson w StarTalk Podcast: Cosmic Queries – New Year[66].
  - Został wyświetlony w Rosyjskiej telewizji publicznej Pierwyj Kanał, w programie „Czas pokaże”[67][68][69].
  - Został opisany w artykule na niemieckim portalu informacyjnym LangweileDich.net[70].
- HRejterzy wzięli udział w drugiej edycji Hot16Challenge[71][72][73]. Klip zdobył łącznie na serwisach YouTube i Facebook ponad 1 mln wyświetleń.
- Treść o bezpieczeństwie danych została wspomniana na portalu Strefa Wiedzy[74].
- Film dotyczący zanieczyszczenia środowiska i nielegalnego wysypiska śmieci w gminie Mysłakowice został opisany w artykule na portalu NaTemat.pl[75]. Nagłośnienie sprawy zakończyło się usunięciem i zabezpieczeniem nielegalnego wysypiska[76].
- Treści dotyczące wpływu mediów ekranowych na zdrowie psychiczne pojawiły się m.in. w artykule na portalu Chip[77][78].
- Szymon Szczęśniak pojawił się w artykułach Gazety Wyborczej jako jeden z najpopularniejszych Polaków serwisu LinkedIn[79] oraz w wywiadzie o programistach[80].
- Twórcy dostali nominację do nagrody YouTube Works za kampanię „Mały Gigant Świata IT”.
- Szymon Szczęśniak prowadził sesję otwierającą HackYeah!, największy, stacjonarny hackaton w Europie[81][82][83], był prelegentem na konferencji World Space Week 2023[84] - konferencji promującej rolę nauki i inżynierii w odpowiedzi na światowy kryzys.
- Szymon Szczęśniak wystąpił gościnnie w:
  - Odcinkach „Jak nie dać się ograbić HRejterzy na pomoc” oraz „Co dajemy przestępcom”, programu CiekaWizja prowadzonego przez Wiktora Niedzickiego[85][86],
  - Programie KS Poranek, prowadzonym przez Kanał Sportowy[87],
  - Odcinku 134 podcastu Rozmowa Kontrolowana, prowadzonego przez serwis Zaufana Trzecia Strona[88][89],